# Catedral da Santíssima Trindade (Carachi)
Catedral de Santíssima Trindade (em inglês: Holy Trinity Cathedral) é um templo protestante localizado em Karachi, Paquistão.